# Ascalaphus sinister
Ascalaphus sinister är en insektsart som beskrevs av Walker 1853. Ascalaphus sinister ingår i släktet Ascalaphus och familjen fjärilsländor. Inga underarter finns listade i Catalogue of Life.

## Bildgalleri

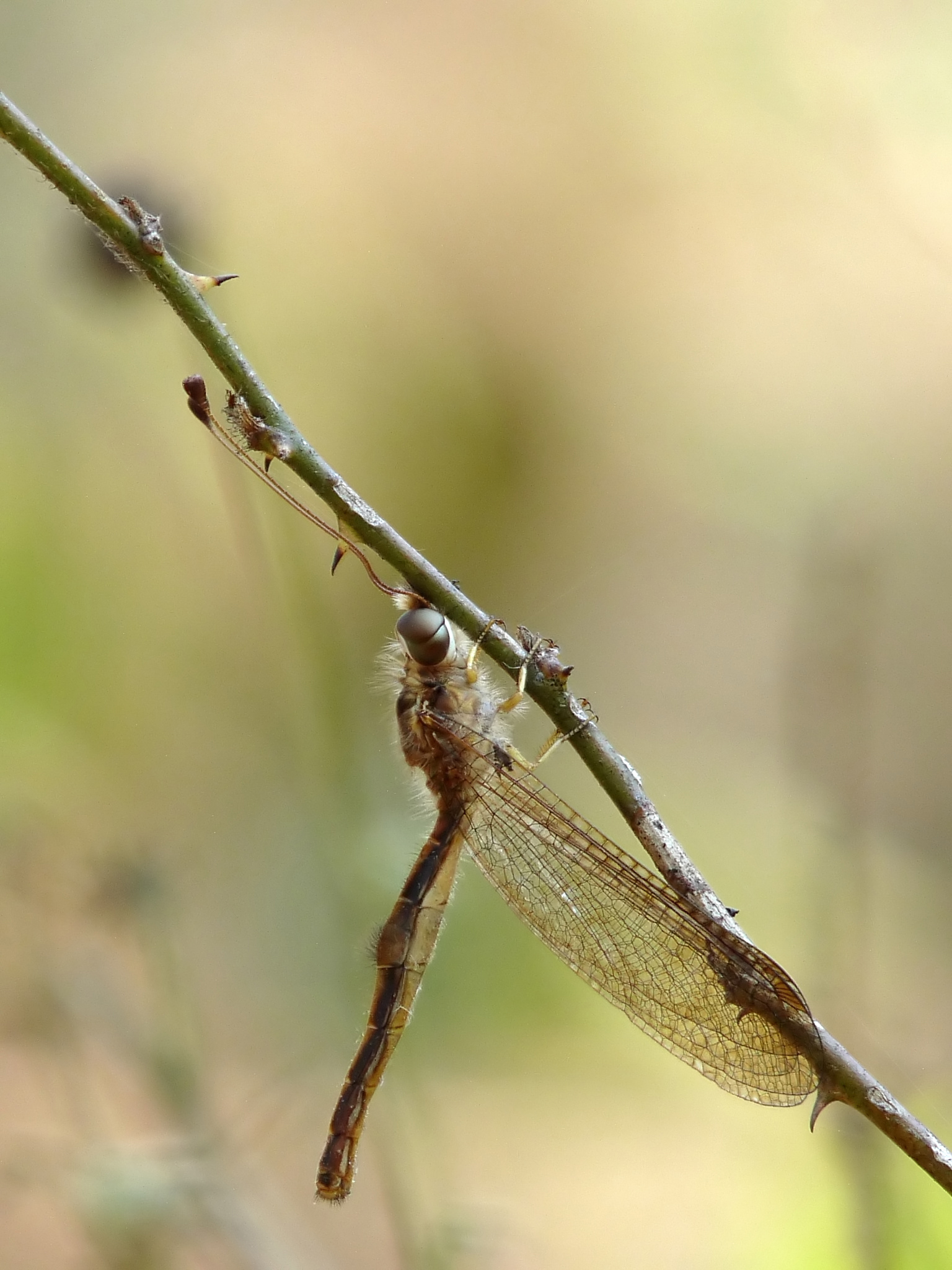
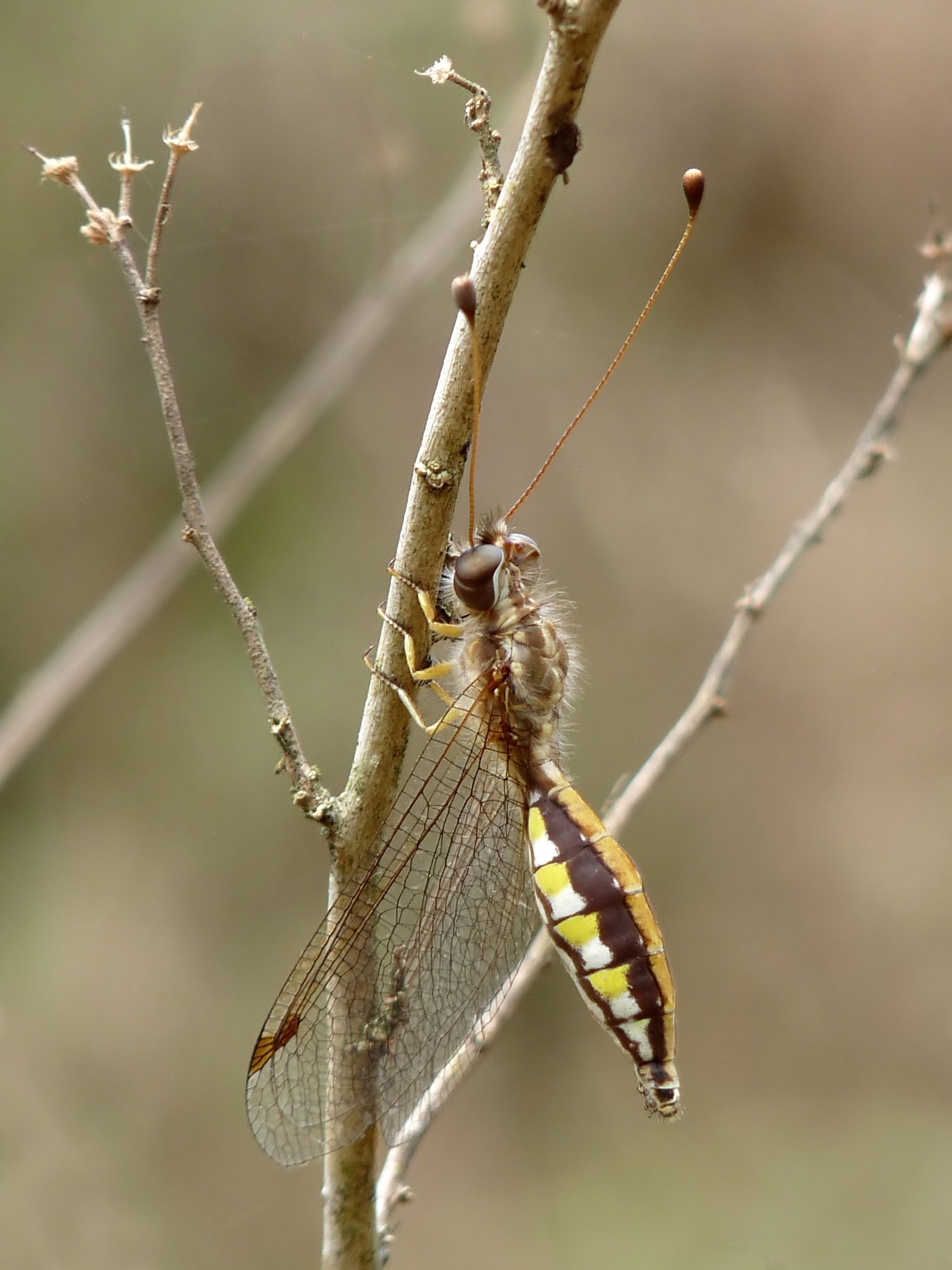
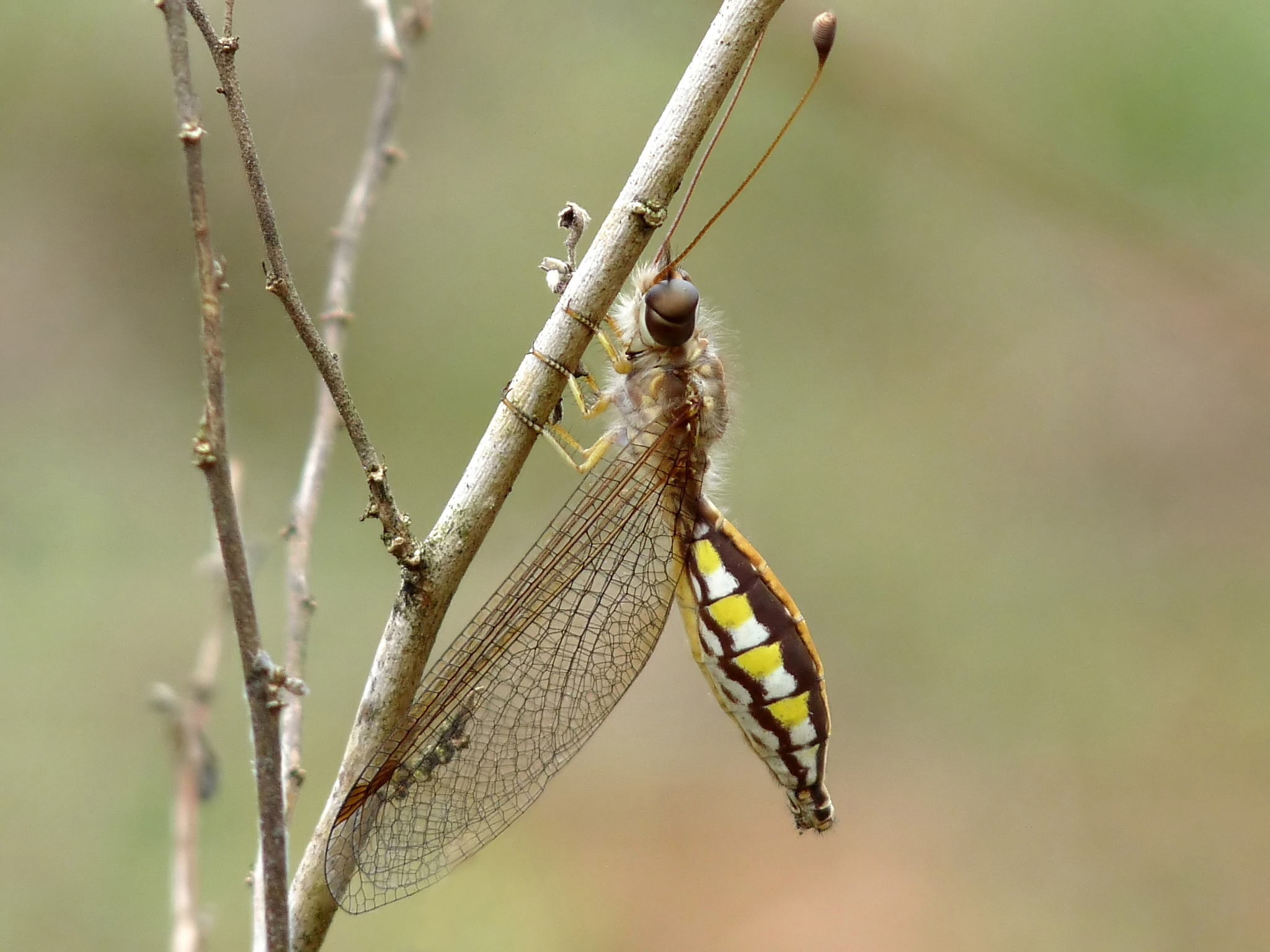
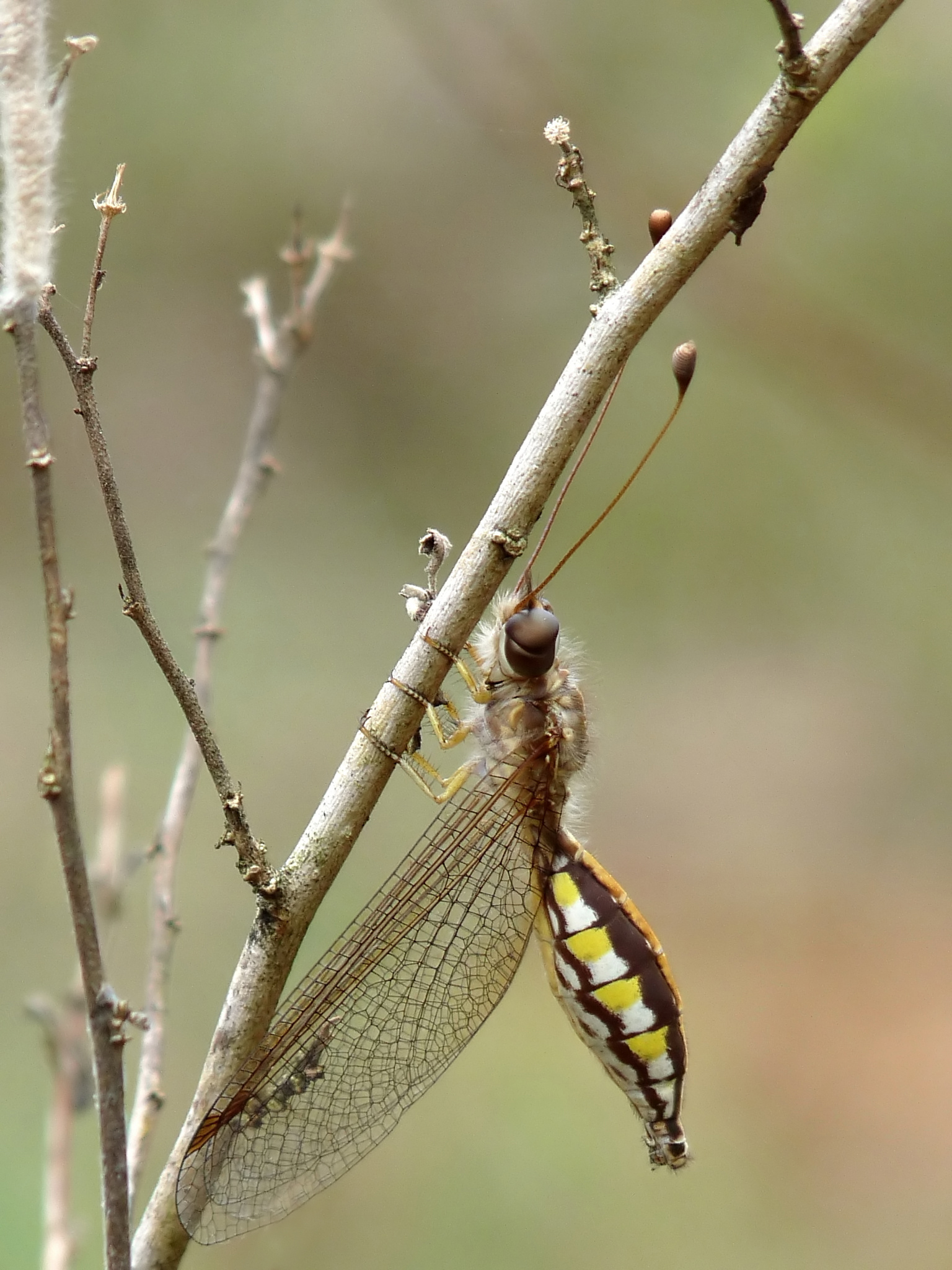